# Abc-notatie
In de muziek is de abc-notatie een tekstgebaseerd systeem waarmee muziek genoteerd kan worden. Doel van de abc-notatie is om een niet-grafische muziekbeschrijving te krijgen, die leesbaar blijft voor muzikanten en daarbij zo compact mogelijk blijft.
De abc-notatie werd ontwikkeld door Chris Walshaw tussen 1992 en 1994, en vooral gebruikt om Ierse en Schotse dansmuziek te noteren. Hoewel gemaakt om door mensen gelezen te worden, kan het ook in een computer ingevoerd worden, en al snel werd er de nodige software geschreven om met behulp van programmatuur als TeX en MusicTeX de abc-notatie om te zetten in traditionele muzieknotatie. Met de ontwikkeling van een programma waarmee abc-notatie omgezet kon worden naar de opmaaktaal PostScript werd het veel eenvoudiger om met Ghostscript abc-notatie ook op niet-unixcomputers toe te passen. De bovengenoemde programma's zijn beschikbaar onder een GNU-licentie.

## Voorbeeld
Hieronder een voorbeeld van muziek in abc-notatie.
```
X:1
T:Kortjakje
N:Het meisje met 'het korte jakje' dat altijd in bed ligt...
H:Trad.
M:4/4
L:1/8
K:C
"C"C2 E2 G2 G2 | "F"A2 A2 "C"G4     | "G7"FF FF "C"E2 E2 | "G7"D2 D2 "C"C4    |
"G"G2 G2 F2 F2 | "C"E2 E2 "G7"D2 D2 | G2 G2 F2 F2        | "C"E2 E2 "G7"D2 D2 |
"C"C2 E2 G2 G2 | "F"A2 A2 "C"G4     | "G7"FF FF "C"E2 E2 | "G7"D2 D2 "C"C4    |]

```

De syntaxis van de abc-notatie is als volgt:
- Vóór de feitelijke muziek, staan aanwijzingen in de vorm van een hoofdletter gevolgd door een dubbelepunt.
X:1, wat aangeeft dat er 1 muziekstuk volgt, T:... met de titel, N:... met nadere tekst, H:... met het genre muziek, M:... met de maatsoort, L:... met de basisnootduur en K:... met de toonsoort.
- Dan volgt de muziek, genoteerd met de toonnamen, eventueel gevolgd door een getal dat de relatieve duur van de toon aangeeft ten opzichte van de basisnootduur. Moet een toon slechts de halve duur van de basisnootduur hebben, of een ander deel, dan wordt dat geschreven met een deelstreep: /2, /3, /7.
  - De hoofdletter C wordt gebruikt om het begin van het groot octaaf aan te duiden. De toonladder op deze C wordt ook met hoofdletters aangegeven. Het hogere octaaf wordt met kleine letters genoteerd: cdefgab en heet klein octaaf. Het daarbovenliggende octaaf wordt genoteerd door kleine letters met een apostrof: c'd'e'f'g'a'b' en wordt eengestreept octaaf genoemd. De c' wordt ook wel centrale c genoemd. Voor elk hoger octaaf wordt een apostrof toegevoegd. Lagere octaven door toevoeging van een komma: C,D,E,..., C,,D,,E,,... enz.
  - Een rust wordt met de letter z aangeduid, en de duur als bij de tonen.
  - Chromatische verhogingen worden met een dakje voor de letter genoteerd, verlagingen met een "underscore": ^F voor fis, ^^G voor gisis, _b voor bes. Herstellingen geeft men aan met een =-teken: ^F (fis, =F (weer f).
  - Tekst tussen aanhalingstekens wordt geïnterpreteerd als akkoordsymbolen.
  - De maten zijn door verticale strepen (maatstrepen) gescheiden. De slotstreep aan het einde van een deel, bestaande uit een dunne en een dikke streep, wordt met |] aangegeven.

Het resultaat van het bovenstaande voorbeeld is: